# Regno Unito all'Eurovision Song Contest
Il Regno Unito ha partecipato a quasi tutte le edizioni dell'Eurovision Song Contest. Ha vinto cinque volte ed è la nazione che ha ospitato la manifestazione il maggior numero di volte (nove).
Il Regno Unito fa parte dei cosiddetti Big Five (assieme a Spagna, Germania, Francia e Italia) e per questo motivo accede di diritto alla serata finale, indipendentemente dai risultati dell'anno precedente.
Fino al 1998 compreso la canzone selezionata è quasi sempre risultata nelle prime 10 posizioni. Da quell'anno in poi i risultati sono stati pessimi, in particolare nel 2003 con la canzone Cry Baby dei Jemini, che arriva all'ultimo posto con zero punti, peggior risultato di sempre fino all'edizione 2021 con la canzone Embers di James Newman, terminata anch'essa con zero punti ma col sistema di voto misto tra giurie e televoto. Le uniche eccezioni in quegli anni sono state il 2002 (3º posto di Jessica Garlick), il 2009 (5º posto di Jade Ewen con brano scritto da Andrew Lloyd Webber) e il 2022 (2º posto di Sam Ryder).

## Partecipazione della Scozia e del Galles
Il Partito Nazionale Scozzese richiede da anni di far partecipare la Scozia come Nazione indipendente dal Regno Unito, come succede nel calcio, ma l'UER ha rifiutato.
Il Galles aveva intenzione di partecipare al Junior Eurovision Song Contest 2008, ma alla fine si ritirò, per poi debuttare ufficialmente 10 anni dopo al Junior Eurovision Song Contest 2018.

## Partecipazioni
- Primo posto
- Secondo posto
- Terzo posto
- Ultimo posto

| Anno                            | Artista                     | Canzone                              | Lingua  | Posizione           | Posizione           | Posizione           | Posizione           |
| Anno                            | Artista                     | Canzone                              | Lingua  | Finale              | Punti               | Semi                | Punti               |
| ------------------------------- | --------------------------- | ------------------------------------ | ------- | ------------------- | ------------------- | ------------------- | ------------------- |
| 1957                            | Patricia Bredin             | All                                  | Inglese | 7º                  | 6                   | Niente semifinali   | Niente semifinali   |
| Nessuna partecipazione nel 1958 |                             |                                      |         |                     |                     | Niente semifinali   | Niente semifinali   |
| 1959                            | Pearl Carr & Teddy Johnson  | Sing Little Birdie                   | Inglese | 2º                  | 16                  | Niente semifinali   | Niente semifinali   |
| 1960                            | Bryan Johnson               | Looking High, High, High             | Inglese | 2º                  | 25                  | Niente semifinali   | Niente semifinali   |
| 1961                            | The Allisons                | Are You Sure?                        | Inglese | 2º                  | 24                  | Niente semifinali   | Niente semifinali   |
| 1962                            | Ronnie Carroll              | Ring-a-Ding Girl                     | Inglese | 4º                  | 10                  | Niente semifinali   | Niente semifinali   |
| 1963                            | Ronnie Carroll              | Say Wonderful Things                 | Inglese | 4º                  | 28                  | Niente semifinali   | Niente semifinali   |
| 1964                            | Matt Monro                  | I Love the Little Things             | Inglese | 2º                  | 17                  | Niente semifinali   | Niente semifinali   |
| 1965                            | Kathy Kirby                 | I Belong                             | Inglese | 2º                  | 26                  | Niente semifinali   | Niente semifinali   |
| 1966                            | Kenneth McKellar            | A Man Without Love                   | Inglese | 9º                  | 8                   | Niente semifinali   | Niente semifinali   |
| 1967                            | Sandie Shaw                 | Puppet on a String                   | Inglese | 1º                  | 47                  | Niente semifinali   | Niente semifinali   |
| 1968                            | Cliff Richard               | Congratulations                      | Inglese | 2º                  | 28                  | Niente semifinali   | Niente semifinali   |
| 1969                            | Lulu                        | Boom Bang-a-Bang                     | Inglese | 1º                  | 18                  | Niente semifinali   | Niente semifinali   |
| 1970                            | Mary Hopkin                 | Knock, Knock, Who's There?           | Inglese | 2º                  | 26                  | Niente semifinali   | Niente semifinali   |
| 1971                            | Clodagh Rodgers             | Jack in the Box                      | Inglese | 4º                  | 98                  | Niente semifinali   | Niente semifinali   |
| 1972                            | The New Seekers             | Beg, Steal or Borrow                 | Inglese | 2º                  | 114                 | Niente semifinali   | Niente semifinali   |
| 1973                            | Cliff Richard               | Power to All Our Friends             | Inglese | 3º                  | 123                 | Niente semifinali   | Niente semifinali   |
| 1974                            | Olivia Newton-John          | Long Live Love                       | Inglese | 4º                  | 14                  | Niente semifinali   | Niente semifinali   |
| 1975                            | The Shadows                 | Let Me Be the One                    | Inglese | 2º                  | 138                 | Niente semifinali   | Niente semifinali   |
| 1976                            | Brotherhood of Man          | Save Your Kisses for Me              | Inglese | 1º                  | 164                 | Niente semifinali   | Niente semifinali   |
| 1977                            | Lynsey de Paul & Mike Moran | Rock Bottom                          | Inglese | 2º                  | 121                 | Niente semifinali   | Niente semifinali   |
| 1978                            | Co-Co                       | The Bad Old Days                     | Inglese | 11º                 | 61                  | Niente semifinali   | Niente semifinali   |
| 1979                            | Black Lace                  | Mary Ann                             | Inglese | 7º                  | 73                  | Niente semifinali   | Niente semifinali   |
| 1980                            | Prima Donna                 | Love Enough for Two                  | Inglese | 3º                  | 106                 | Niente semifinali   | Niente semifinali   |
| 1981                            | Bucks Fizz                  | Making Your Mind Up                  | Inglese | 1º                  | 136                 | Niente semifinali   | Niente semifinali   |
| 1982                            | Bardo                       | One Step Further                     | Inglese | 7º                  | 73                  | Niente semifinali   | Niente semifinali   |
| 1983                            | Sweet Dreams                | I'm Never Giving Up                  | Inglese | 6º                  | 79                  | Niente semifinali   | Niente semifinali   |
| 1984                            | Belle & the Devotions       | Love Games                           | Inglese | 7º                  | 63                  | Niente semifinali   | Niente semifinali   |
| 1985                            | Vikki Watson                | Love Is                              | Inglese | 4º                  | 100                 | Niente semifinali   | Niente semifinali   |
| 1986                            | Ryder                       | Runner in the Night                  | Inglese | 7º                  | 72                  | Niente semifinali   | Niente semifinali   |
| 1987                            | Rikki                       | Only the Light                       | Inglese | 13º                 | 47                  | Niente semifinali   | Niente semifinali   |
| 1988                            | Scott Fitzgerald            | Go                                   | Inglese | 2º                  | 136                 | Niente semifinali   | Niente semifinali   |
| 1989                            | Live Report                 | Why Do I Always Get It Wrong?        | Inglese | 2º                  | 130                 | Niente semifinali   | Niente semifinali   |
| 1990                            | Emma                        | Give a Little Love Back to the World | Inglese | 6º                  | 87                  | Niente semifinali   | Niente semifinali   |
| 1991                            | Samantha Janus              | A Message to Your Heart              | Inglese | 10º                 | 47                  | Niente semifinali   | Niente semifinali   |
| 1992                            | Michael Ball                | One Step Out of Time                 | Inglese | 2º                  | 139                 | Niente semifinali   | Niente semifinali   |
| 1993                            | Sonia                       | Better the Devil You Know            | Inglese | 2º                  | 130                 | Niente semifinali   | Niente semifinali   |
| 1994                            | Frances Ruffelle            | We Will Be Free (Loney Symphony)     | Inglese | 10º                 | 47                  | Niente semifinali   | Niente semifinali   |
| 1995                            | Love City Groove            | Love City Groove                     | Inglese | 10º                 | 76                  | Niente semifinali   | Niente semifinali   |
| 1996                            | Gina G                      | Ooh Aah... Just a Little Bit         | Inglese | 8º                  | 77                  | 3º                  | 153                 |
| 1997                            | Katrina and the Waves       | Love Shine a Light                   | Inglese | 1º                  | 227                 | Niente semifinali   | Niente semifinali   |
| 1998                            | Imaani                      | Where Are You?                       | Inglese | 2º                  | 166                 | Niente semifinali   | Niente semifinali   |
| 1999                            | Precious                    | Say It Again                         | Inglese | 12º                 | 38                  | Niente semifinali   | Niente semifinali   |
| 2000                            | Nicki French                | Don't Play That Song Again           | Inglese | 16º                 | 28                  | Niente semifinali   | Niente semifinali   |
| 2001                            | Lindsay Dracass             | No Dream Impossible                  | Inglese | 15º                 | 28                  | Niente semifinali   | Niente semifinali   |
| 2002                            | Jessica Garlick             | Come Back                            | Inglese | 3º                  | 111                 | Niente semifinali   | Niente semifinali   |
| 2003                            | Jemini                      | Cry Baby                             | Inglese | 26º                 | 0                   | Niente semifinali   | Niente semifinali   |
| 2004                            | James Fox                   | Hold On to Our Love                  | Inglese | 16º                 | 29                  | Membro dei Big Four | Membro dei Big Four |
| 2005                            | Javine                      | Touch My Fire                        | Inglese | 22º                 | 18                  | Membro dei Big Four | Membro dei Big Four |
| 2006                            | Daz Sampson                 | Teenage Life                         | Inglese | 19º                 | 25                  | Membro dei Big Four | Membro dei Big Four |
| 2007                            | Scooch                      | Flying the Flag (For You)            | Inglese | 22º                 | 19                  | Membro dei Big Four | Membro dei Big Four |
| 2008                            | Andy Abraham                | Even If                              | Inglese | 25º                 | 14                  | Membro dei Big Four | Membro dei Big Four |
| 2009                            | Jade Ewen                   | It's My Time                         | Inglese | 5º                  | 173                 | Membro dei Big Four | Membro dei Big Four |
| 2010                            | Josh Dubovie                | That Sounds Good to Me               | Inglese | 25º                 | 10                  | Membro dei Big Four | Membro dei Big Four |
| 2011                            | Blue                        | I Can                                | Inglese | 11º                 | 100                 | Membro dei Big Five | Membro dei Big Five |
| 2012                            | Engelbert Humperdinck       | Love Can Set You Free                | Inglese | 25º                 | 12                  | Membro dei Big Five | Membro dei Big Five |
| 2013                            | Bonnie Tyler                | Believe in Me                        | Inglese | 19º                 | 23                  | Membro dei Big Five | Membro dei Big Five |
| 2014                            | Molly                       | Children of the Universe             | Inglese | 17º                 | 40                  | Membro dei Big Five | Membro dei Big Five |
| 2015                            | Electro Velvet              | Still in Love with You               | Inglese | 24º                 | 5                   | Membro dei Big Five | Membro dei Big Five |
| 2016                            | Joe & Jake                  | You're Not Alone                     | Inglese | 24º                 | 62                  | Membro dei Big Five | Membro dei Big Five |
| 2017                            | Lucie Jones                 | Never Give Up on You                 | Inglese | 15º                 | 111                 | Membro dei Big Five | Membro dei Big Five |
| 2018                            | SuRie                       | Storm                                | Inglese | 24º                 | 48                  | Membro dei Big Five | Membro dei Big Five |
| 2019                            | Michael Rice                | Bigger than Us                       | Inglese | 26º                 | 11                  | Membro dei Big Five | Membro dei Big Five |
| 2020                            | James Newman                | My Last Breath                       | Inglese | Edizione cancellata | Edizione cancellata | Membro dei Big Five | Membro dei Big Five |
| 2021                            | James Newman                | Embers                               | Inglese | 26º                 | 0                   | Membro dei Big Five | Membro dei Big Five |
| 2022                            | Sam Ryder                   | Space Man                            | Inglese | 2º                  | 466                 | Membro dei Big Five | Membro dei Big Five |
| 2023                            | Mae Muller                  | I Wrote a Song                       | Inglese | 25º                 | 24                  | Paese ospitante     | Paese ospitante     |
| 2024                            | Olly Alexander              | Dizzy                                | Inglese | 18º                 | 46                  | Membro dei Big Five | Membro dei Big Five |
| 2025                            | Remember Monday             | What the Hell Just Happened?         | Inglese | 19º                 | 88                  | Membro dei Big Five | Membro dei Big Five |

## Statistiche di voto
Fino al 2025, le statistiche di voto del Regno Unito sono:
| # | Stato    | Punti |
| - | -------- | ----- |
| 1 | Irlanda  | 270   |
| 1 | Svezia   | 270   |
| 3 | Svizzera | 194   |
| 4 | Germania | 173   |
| 5 | Israele  | 172   |

| # | Stato    | Punti |
| - | -------- | ----- |
| 1 | Irlanda  | 274   |
| 2 | Svizzera | 225   |
| 3 | Austria  | 216   |
| 4 | Francia  | 209   |
| 5 | Germania | 205   |

| # | Stato    | Punti |
| - | -------- | ----- |
| 1 | Irlanda  | 371   |
| 2 | Svezia   | 341   |
| 3 | Lituania | 274   |
| 4 | Israele  | 235   |
| 5 | Svizzera | 220   |

## Città ospitanti
| Anno | Città      | Luogo                          | Presentatori                                                            |
| ---- | ---------- | ------------------------------ | ----------------------------------------------------------------------- |
| 1960 | Londra     | Royal Festival Hall            | Katie Boyle                                                             |
| 1963 | Londra     | BBC Television Centre          | Katie Boyle                                                             |
| 1968 | Londra     | Royal Albert Hall              | Katie Boyle                                                             |
| 1972 | Edimburgo  | Usher Hall                     | Moira Shearer                                                           |
| 1974 | Brighton   | Brighton Dome                  | Katie Boyle                                                             |
| 1977 | Londra     | Wembley Conference Centre      | Angela Rippon                                                           |
| 1982 | Harrogate  | Harrogate International Centre | Jan Leeming                                                             |
| 1998 | Birmingham | National Indoor Arena          | Ulrika Jonsson e Terry Wogan                                            |
| 2023 | Liverpool  | Liverpool Arena                | Alesha Dixon, Hannah Waddingham, Julija Sanina e Graham Norton (finale) |